# Hubie Brown

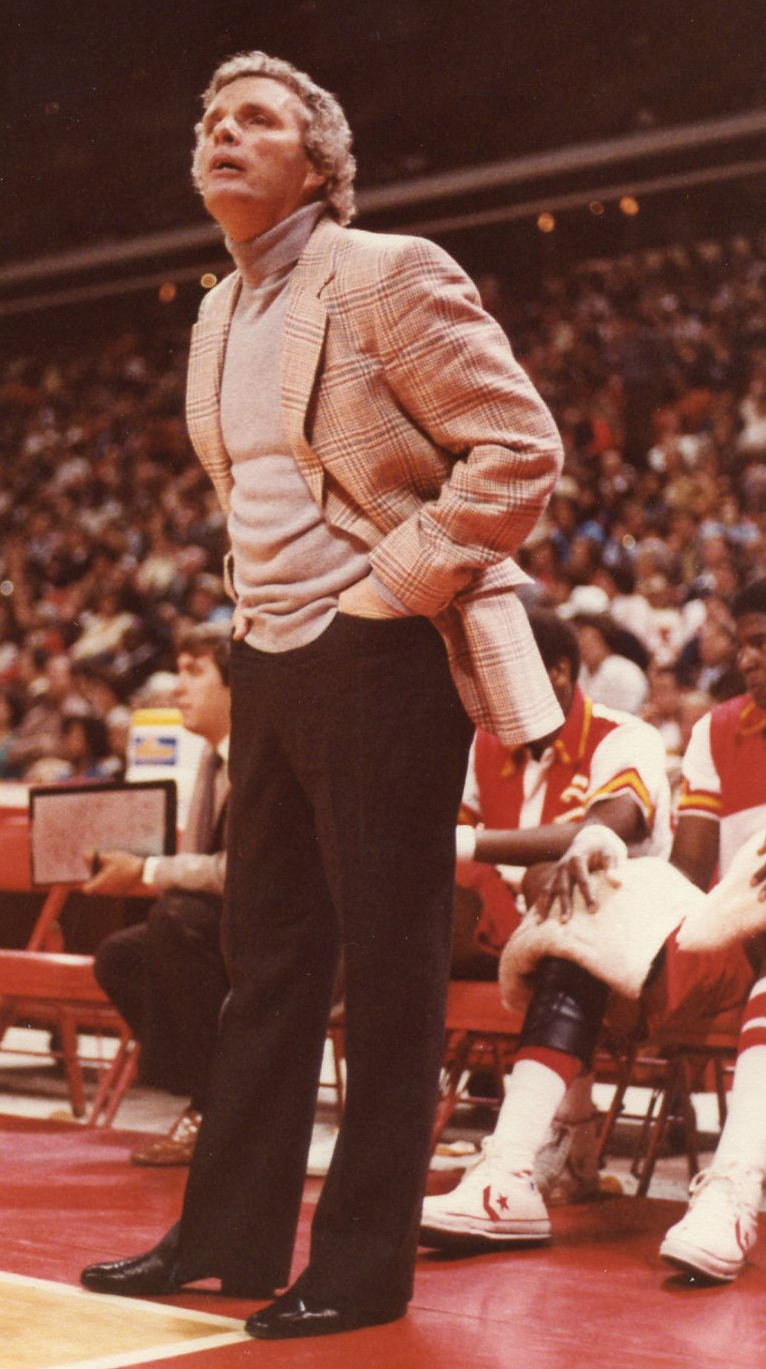
Brown 1981 als Trainer der Atlanta Hawks

Hubert „Hubie“ Jude Brown (* 25. September 1933 in Elizabeth, New Jersey) ist ein ehemaliger US-amerikanischer Basketballtrainer. Heute ist er vor allem als Analyst für ESPN in der NBA tätig.
Für seine Leistungen als Trainer wurde Brown 2005 in die Naismith Memorial Basketball Hall of Fame aufgenommen.

## Laufbahn
Zwischen 1976 und 2004 (mit Unterbrechung) trainierte er in der US-Profiliga NBA die Mannschaften der Atlanta Hawks, New York Knicks und Memphis Grizzlies.
Zuvor war er Cheftrainer der Kentucky Colonels in der ABA, die er 1975 zu ihrer ersten und einzigen Meisterschaft führte. Nachdem er die Grizzlies 2004 überraschend zu einer 50-32 Saison geführt hatte, wurde er als Trainer des Jahres ausgezeichnet. Der damals 70-Jährige ist damit der älteste Gewinner dieser Auszeichnung.
Zu Beginn der Saison 2004/05 trat Brown aus gesundheitlichen Gründen als Trainer der Grizzlies zurück und beendete seine Karriere. Seine Gesamtbilanz als NBA-Head-Coach beträgt 424 Siege zu 495 Niederlagen.